# بروميليا رملية
بروميليا رملية (الاسم العلمي:Bromelia arenaria) هو نوع نباتي يتبع جنس البروميليا من فصيلة البروميلية.